# Brooke Adams (actriz)
Brooke Adams (Nueva York, 8 de febrero de 1949) es una actriz estadounidense.

## Carrera
Comenzó a actuar en varios episodios de series de televisión, hasta que en 1978 protagonizó las películas Days of Heaven e  Invasion of the Body Snatchers. También ha protagonizado películas como The Dead Zone (1983) y Gas, Food Lodging (1992), entre otras. Se retiró durante un tiempo de las películas para dedicarse a su familia, y en el año 2002 volvió a reanudar su carrera como actriz.

## Vida personal
En 1992 se casó con el actor Tony Shalhoub, tienen 2 hijas, Josie Lynn, la cual es adoptada, y Sophie. Su hermana es la actriz Lynne Adams.

## Filmografía

### Películas
- Gary's Walk (2009) .... Marcia
- The Accidental Husband (2008) .... Carolyn
- The Legend of Lucy Keyes (2006) .... Samantha Porter
- At Last (2005) .... Carol Singleton
- Party Animals (2003) .... Madre de celebrity
- Made-Up (2002) .... Elizabeth James Tivey
- The Baby-Sitters Club (1995) .... Elizabeth Thomas-Brewer
- Probable Cause (1994)
- The Last Hit (1993) .... Anna
- Gas, Food Lodging (1992) .... Nora
- Sometimes They Come Back (1991) .... Sally Norman
- The Unborn (1991) .... Virginia Marshall
- Bridesmaids (1989) .... Pat
- Man on Fire (1987) .... Jane
- Paul Reiser Out on a Whim (1987)
- The Lion of Africa (1987) .... Grace Danet
- Key Exchange (1985) .... Lisa
- The Stuff (1985) .... Cameo (en anuncio de "The Stuff")
- Lace II (1985) .... Pagan Tralone
- Almost You (1985) .... Erica Boyer
- Special People (1984) .... Diane Dupuy
- Lace (1984, miniserie) .... Jennifer 'Pagan' Trelawney
- Haunted (1984)
- The Dead Zone (1983) .... Sarah Bracknell
- The Innocents Abroad (1983) .... Julia Newell
- Utilities (1981) .... Marion Edwards
- Tell Me a Riddle (1980) .... Jeannie
- Cuba (1979) .... Alexandra López de Pulido
- Nero Wolfe (1979) .... Sarah Dacos
- A Man, a Woman and a Bank (1979) .... Stacey Bishop
- The Great Train Robbery (1979)
- Invasion of the Body Snatchers (1978) .... Elizabeth Driscoll
- Days of Heaven (1978) .... Abby
- Shock Waves (1977) .... Rose
- Car Wash (1976) .... Terry
- James Dean (1976) .... Beverly
- Murder on Flight 502 (1975) .... Vera Franklin
- Black Bart (1975) .... Jennifer
- Song of the Succubus (1975) .... Olive Deems/Gloria Chambers
- Who Is the Black Dahlia? (1975) .... Diane Fowler
- The Daughters of Joshua Cabe Return (1975) .... Mae
- The Lords of Flatbush (1974)
- El gran Gatsby (1974) .... Invitada a la fiesta
- F. Scott Fitzgerald and 'The Last of the Belles' (1974) .... Kitty Preston
- Murders in the Rue Morgue (1971) .... Enfermera

### Series de televisión
- Monk .... Edith Capriani / Leigh Harrison / Sheriff Margie Butterfield / Mrs. Abigail Carlyle (5 episodios, 2002-2009)
- Law & Order: Special Victims Unit .... Margo (1 episodio: "PTSD", 2008)
- Gun .... Joyce (1 episodio: "Father John", 1997)
- Wings .... Mary (1 episodio: "All About Christmas Eve", 1996)
- Frasier .... Marilyn (voz) (1 episodio: "Kisses Sweeter Than Wine", 1995)
- Touched by an Angel .... Susana (1 episodio: "An Unexpected Snow", 1994)
- Picture Windows (1 episodio: Song of Songs, 1994)
- thirtysomething .... Bree Ann Pratt (1 episodio: "Melissa in Wonderland", 1991)
- Moonlighting .... Terri Knowles (3 episodios, 1988)
- Great Performances (1 episodio: "Summer", 1981)
- Family .... Lizzie (3 episodios, 1977-1978)
- Kojak .... Julie Winston (1 episodio: "Dead Again", 1976)
- The Bob Newhart Show .... Mitzi Margolis (1 episodio: "The Boy Next Door", 1976)
- Police Woman .... Angela (1 episodio: "Angela", 1976)
- O.K. Crackerby! .... Cynthia Crackerby (14 episodios, 1965)
- East Side/West Side .... Marky Morgan (1 episodio: "My Child on Monday Morning", 1963)